# Masterpiece of Bitterness
Masterpiece of Bitterness è il secondo album in studio del gruppo post-metal islandese Sólstafir, pubblicato nel 2005.

## Tracce
1. I Myself the Visionary Head – 19:58
2. Nature Strutter – 9:26
3. Bloodsoaked Velvet – 5:21
4. Ljósfari – 8:58
5. Ghosts of Light – 8:47
6. Ritual of Fire – 14:32
7. Náttfari – 3:16